# Fender Rhodes
El piano Rhodes (també conegut com a piano Fender Rhodes, o només com Fender Rhodes, o Rhodes) és un piano elèctric inventat per Harold Rhodes, el qual va esdevenir particularment popular durant els anys 70 del segle xx. Genera el so utilitzant tecles i martells de la mateixa manera que el piano acústic, però en comptes de cordes els martells colpegen una mena de dents metel·lics, que després s'amplifiquen amb una pastilla electromagnètica.

## Història

### Abans de la segona guerra mundial
Harold Rhodes, nascut l'any 1910, buscava un mètode innovador per ensenyar el piano als alumnes de les seves escoles de música, les Harold Rhodes School of Popular Piano. Era del parer que un estudiant devia no solament saber tocar, sinó també comprendre el funcionament de l'instrument.

### Primer prototip
Durant la Segona Guerra Mundial, Rhodes entra a les forces aèries dels Estats Units d'Amèrica i va rebre l'encàrrec d'augmentar la moral dels soldats ferits en combat. Va construir llavors un piano suficientment petit i lleuger com per poder ser transportat en una maleta. En comptes de cordes, el seu piano feia vibrar petits trossos d'alumini trets de les ales dels bombarders B-17. El seu instrument, que no tenia més de dues octaves i mitja, va obtenir un gran èxit. Rhodes va rebre fins i tot la Medalla d'honor per aquest fet.

### La trobada amb Fender
Després de la guerra, nombroses empreses van proposar a Rhodes de construir el seu mini-piano en sèrie, però l'inventor preferí llançar-se sol. Va crear aleshores la Rhodes Piano Corporation, amb la que va presentar el Pre-Piano al NAMM Show de 1946. Desgraciadament la pobre qualitat de fabricació va provocar que la seva empresa no fes altra cosa que reparar els instruments, i finalment només va sobreviure dos anys. Malgrat això, gràcies a la seva perseverança va treure la patent número 2 972 922 titulada asymmetric tuning fork. Aquesta nova tècnica li permetia construir un instrument de 72 tecles que va acabar seduint Leo Fender, cèlebre per les seves guitarres i amplificadors. De la seva col·laboració en va néixer el Piano Bass que comptava amb 32 tecles d'un registre greu.

### L'edat d'or
El 14 de gener de 1965, Fender va vendre la seva empresa a la CBS per 13 milions de dòlars. Aquest nou finançament va permetre desenvolupar el Suitcase Piano, un instrument de 120 kg que estava compost per 73 tecles, un trèmolo monofònic i un amplificador de 50W. Durant els 16 anys següents, 50 Suitcase 73 serien produïts diàriament. L'any 1969, el tremolo es torna estereofònic i l'amplificació passa a 2x50W.
El 1970 surt al mercat el Fender Rhodes 88. Hi havia disponible la versió Suitcase, així com la versió Stage sense amplificació, de manera que era més lleuger i més barat. Aquest model va tenir un gran ressò, i el seu èxit va ser considerable.
Les evolucions tècniques continuen, amb els martells de neoprè del Rhodes Mark I l'any 1971, i una modificació de la forma de les barres metàl·liques el 1972. Finalment l'any 1973, es va afegir al Suitcase un mòdul d'efectes i d'altaveus extraïbles de 2x100W. El 1974, es va rebatejar el Fender Rhodes com a Rhodes i, l'any 1976, hi van aparèixer els martells de plàstic.
El 1979, el Rhodes Mark II va ser el primer model amb caixa plana, més pràctic per posar-hi un altre teclat a sobre. El 1980, el Rhodes Mark III EK-10 va afegir un sintetitzador al teclat del piano.
El 1981, CBS va comprar ARP i e va instal·lar a Fullerton (Califòrnia). Amb la moda del piano elèctric en decaiguda, Rhodes va treure uns quants sintetitzadors. L'empresa va canviar de propietari el 1983 i va treure el Rhodes Mark V. Més lleuger i precís va ser, potser, el resultat de tot el «savoir-faire» de Rhodes. D'entre els tres o quatre mil exemplars produïts, n'hi ha tres de dotats amb connectors MIDI.

### La compra per part de Roland
Roland va comprar Rhodes el 1987, i Harold Rhodes, que tenia llavors 80 anys, va anar al Japó per desenvolupar un nou producte. Aspirava a millorar encara més el seu invent, però Roland va treure el Rhodes MK-80, un teclat digital que simulava el so dels pianos originals. Decebut, Harold Rhodes va intentar —sense èxit— convèncer Roland per produir un veritable piano elèctric, i recuperar la seva marca per produir els seus propis instruments. Va morir a Los Angeles el 17 de desembre del 2000, a l'edat de 89 anys, de resultes d'una pneumònia. La seva tercera dona, Margit, va recuperar els drets sobre la marca Rhodes el 2002

## Discografia indicativa
És impossible citar tots els enregistraments utilitzant un piano elèctric Rhodes. Tot i això, alguns dels més coneguts són:
- «Noies De Kilimanjaro» (Miles Davis)
- «In A Silent Way» (Miles Davis)
- «Songs In The Key Of Life» (Stevie Wonder)
- «Headhunters» (Herbie Hancock)
- «Get Back» (The Beatles)
- «Riders On The Storm» (The Doors)
- «Just the Way You Are» (Billy Joel)
- «Still Crazy After All These Years» (Paul Frederic Simon)
- «Dark Star» (The Grateful Dead)
- «The Return of the Space Cowboy» (Jamiroquai)
- «Return to Forever» (Chick Corea)
- «Time 4 Change» (Laurent de Wilde)
- «Everything in Its Right Place» (Radiohead)
- «Crystal Fantasy» (Larry Heard)
- «On the Rhodes again» (Morcheeba)